# Зариньш, Валдис
Ва́лдис За́риньш (латыш. Valdis Zariņš; 16 марта 1942, Рига — 30 апреля 2018) — скрипач, профессор Латвийской музыкальной академии им. Витолса, многолетний концертмейстер Латвийского национального симфонического оркестра (LNSO), народный артист Латвийской ССР (1978).
Учился в музыкальной школе Эмиля Дарзиня у Израиля Абрамиса, затем в музыкальной академии у Якова Таргонского, после чего получил направление в аспирантуру Ленинградской консерватории, но затем вернулся в Латвию.
С 1963 по 1967 годы Зариньш играл в филармоническом квартете, с 1967 по 1969 годы являлся музыкантом в LNSO, с 1969 по 1975 годы — концертмейстер филармонического камерного оркестра. С 1976 по 2001 годы был первой скрипкой главного оркестра страны — Латвийского национального симфонического.
С 1995 по 1999 годы был концертмейстером Бергенского филармонического оркестра в Норвегии.
Офицер ордена Трёх звёзд. Лауреат Большой музыкальной награды (1993, 1998).
Профессор Латвийской музыкальной академии, в которой преподавал с 1969 года.
Ушёл из жизни 30 апреля 2018 года.